# جنگ داخلی میانمار (۲۰۲۱–اکنون)
جنگ داخلی میانمار (برمه‌ای: ၂၀၂၁-လက်ရှိ မြန်မာနိုင်ငံ ပြည်သူ့ခုခံတွန်းလှန်စစ်)، که انقلاب بهار میانمار و نبرد دفاع مردمی نیز نامیده می‌شود، یک جنگ داخلی طولانی است که به دنبال شورش‌های مداوم میانمار روی داده است، شدت درگیری‌ها در پی کودتای ۲۰۲۱ میانمار و سرکوب خشونت‌آمیز اعتراضات ضد کودتا به‌طور قابل توجهی تشدید شد.
در ماه‌های پس از کودتا، اپوزیسیون شروع به ادغام حکومت وحدت ملی که حمله‌ای را علیه حکومت نظامی کلید زده‌بود، کرد. تا سال ۲۰۲۲، اپوزیسیون، مناطق قابل توجه، هرچند کم جمعیت را تحت کنترل داشت. در بسیاری از روستاها و شهرها، حکومت نظامی ده‌ها هزار نفر را از خانه و کاشانه خود فراری داد. در دومین سالگرد کودتا، یعنی در فوریه ۲۰۲۳، مین آنگ هلینگ، رئیس شورای اداری دولتی، اعتراف کرد که کنترل پایدار خود را بر «بیش از یک سوم» شهرک‌ها را از دست داده است. حال آنکه ناظران مستقل خاطرنشان می‌کنند که تعداد واقعی به احتمال زیاد بسیار بیشتر است، به طوری که از ۳۳۰ شهرک، ۷۲ شهرک تحت کنترل تاتمادو باقی مانده‌اند، اگرچه همین مقدار تمام مراکز اصلی جمعیتی را شامل می‌شود.
از سپتامبر ۲۰۲۲، ۱٫۳ میلیون نفر در داخل کشور آواره شده‌اند و بیش از ۱۳۰۰۰ کودک تلف گردیدند. تا مارس ۲۰۲۳، سازمان ملل تخمین زد که از زمان کودتا، ۱۷٫۶ میلیون نفر در میانمار به کمک‌های بشردوستانه نیاز دارند، در حالی که ۱٫۶ میلیون تن نیز در داخل آواره شدند و ۵۵۰۰۰ ساختمان غیرنظامی ویران گشتند. دفتر سازمان ملل متحد برای هماهنگی امور بشردوستانه گفت که بیش از ۴۰۰۰۰ نفر به کشورهای همسایه گریختند.

## زمینه
در صبح روز ۱ فوریه ۲۰۲۱، ارتش میانمار یا تاتماداو با موفقیت دولت منتخب میانمار را در یک کودتا سرنگون کرد و یک خونتای نظامی تشکیل داد. رئیس‌جمهور سابق وین ماینت، آنگ سان سوچی و چند تن دیگر از اعضای لیگ ملی برای دموکراسی در حملات صبح زود بازداشت شدند و مین آنگ هلائینگ به عنوان فرمانده کل خدمات دفاعی و حاکم واقعی کشور منصوب شد.
انگیزه دقیق کودتا نامشخص است. پیش از کودتا، تاتمادوا ادعا کرد که انتخابات عمومی ۲۰۲۰ ۸٫۶ میلیون آرای ثبت‌نشده و بدون نظارت داشته است، کما که هیچ مدرکی ارائه نکرد. کودتا ممکن است راهی برای برقراری مجدد قدرت طولانی مدت ارتش بر کشور باشد که ده سال قبل پایان یافت.
سرکوب خونین تظاهرات ضد کودتا منجر به ایجاد گروه‌های مسلح برای مبارزه با شورای اداری دولتی، حکومت نظامی ارتش شد. ACLED تخمین زد که تا ۲۹ ژوئیه ۲۰۲۲، در مجموع حدود ۲۳۵۲۱ نفر در خشونت‌های پس از کودتای ۲۰۲۱ کشته شده‌اند.